# Zvyk
Zvyk nebo zvyklost je ustálený vzorec chování jednotlivce nebo členů určitého společenství, zdůvodněný často tím, že se tak chovali "od nepaměti", přinejmenším po delší dobu. Zvyky jsou "naše úkony, které častým prováděním se ustalují, aniž vůle k nim dává podnět. [Zvyk] jest zmechanisování výkonnosti častým opakováním". Individuálně získaný a často nutkavý zvyk se nazývá návyk, špatnému návyku se říká zlozvyk.

## Individuální zvyk
Z neurofyziologického hlediska lze automatické reakce na určitý podnět vyvolat podmiňováním i u velmi jednoduchých živočichů, u člověka jsou nejlepší podmínky pro vznik pevných zvyků už v raném mládí. Podle německého antropologa A. Gehlena je člověk trvale přetížen vjemy i šíří svých možností. Řeší to tím, že si tuto zátěž ulehčuje jednak tvorbou pojmů, jednak stereotypy v jednání.
Individuální zvyky, jež si každý během života vytváří, mu tak zjednodušují život a šetří čas i energii na zbytečná rozhodování. Zejména starší člověk, jemuž se zvyk stal druhou přirozeností, je na svých zvycích a návycích závislý a jen velmi obtížně je může změnit, odvyknout si.

## Společenské zvyky
Společenské zvyky a obyčeje jsou v určité společnosti nebo společenství zavedené a více méně vyžadované vzorce jednání, které však nemají žádné vážnější zdůvodnění, praktické, mravní ani náboženské. Tím se zvyk liší jak od rutinní dovednosti (například jízda na kole), tak od společenského mravu i od náboženského nebo jiného rituálu. I zvyky však mají značný význam pro společenskou soudržnost, protože si jimi lidé (mimovolně) dávají najevo, že patří do dané společnosti a že se na ně lze aspoň do jisté míry spolehnout. Lidové zvyky jsou významným předmětem etnografie.

## Zvykové právo a právní obyčeje
O společenském významu zvyku svědčí rozšířený institut zvykového práva: právo respektuje to, co je v dané společnosti obvyklé, dlouho zavedené a podobně. Longa consuetudo (dávný zvyk) je jeden ze základů práva už u Cicerona a Isidora ze Sevilly I současné psané (formální) právo užívá pojmy jako v daném místě obvyklá cena, obvyklé podmínky a podobně (viz úzus).